# Ingemund Bengtsson
Sten Bertil Ingemund Bengtsson (ur. 30 stycznia 1919 w Veddige, zm. 12 kwietnia 2000 w Varbergu) – szwedzki polityk, działacz Szwedzkiej Socjaldemokratycznej Partii Robotniczej, poseł do Riksdagu i jego przewodniczący w latach 1979–1988, minister w różnych resortach.

## Życiorys
Urodził się w rodzinie robotniczej, jako nastolatek podjął pracę w fabryce rowerów. Zaangażował się w działalność polityczną w ramach socjaldemokratów, a także pełnił różne funkcje w strukturach związkowych. W 1951 po raz pierwszy został wybrany do szwedzkiego parlamentu. Z powodzeniem ubiegał się o reelekcję w kolejnych wyborach, zasiadając w nim do 1988. Od 1954 do 1965 zatrudniony równocześnie w resorcie spraw społecznych. W rządach socjaldemokratów pełnił funkcję ministra rolnictwa (1969–1973), ministra spraw wewnętrznych (1973) i ministra pracy (1976–1978). W 1979 został przewodniczącym Riksdagu, stanowisko to zajmował do 1988.